# Campeonato Mundial de Waterpolo Femenino de 2015
El XII Campeonato Mundial de Waterpolo Femenino se celebró en Kazán (Rusia) entre el 26 de julio y el 7 de agosto de 2015 dentro del XVI Campeonato Mundial de Natación. El evento fue organizado por la Federación Internacional de Natación (FINA) y la Federación Rusa de Natación. 
El torneo se realizó en la Arena de Waterpolo de la ciudad tártara, una instalación provisional construida especialmente para el evento, ubicada entre la Arena de Kazán y el Palacio de Deportes Acuáticos.
Un total de dieciséis selecciones nacionales afiliadas a la FINA compitieron por el título mundial, cuyo anterior portador era el equipo de España, vencedor del Mundial de 2013.
La selección de Estados Unidos se adjudicó la medalla de oro al derrotar en la final al equipo de los Países Bajos con un marcador de 5-4, consiguiendo así su cuarto título mundial. En el partido por el tercer puesto el conjunto de Italia venció al de Australia.

## Grupos
| Grupo A       | Grupo B      | Grupo C        | Grupo D |
| ------------- | ------------ | -------------- | ------- |
| España        | Australia    | Italia         | Hungría |
| Canadá        | Países Bajos | Estados Unidos | Rusia   |
| Kazajistán    | Grecia       | Brasil         | China   |
| Nueva Zelanda | Sudáfrica    | Japón          | Francia |

## Calendario
| FP | Fase preliminar | 1/8 | Octavos de final | 1/4 | Cuartos de final | 1/2 | Semifinales | F | Finales |

| Julio/agosto de 2015   | 26 Dom | 27 Lun | 28 Mar | 29 Mié | 30 Jue | 31 Vie | 01 Sáb  | 02 Dom | 03 Lun  | 04 Mar | 05 Mié  | 06 Jue | 07 Vie |
| ---------------------- | ------ | ------ | ------ | ------ | ------ | ------ | ------- | ------ | ------- | ------ | ------- | ------ | ------ |
| Fase (no. de partidos) | FP (8) | –      | FP (8) | –      | FP (8) | –      | 1/8 (4) | –      | 1/4 (4) | –      | 1/2 (2) | –      | F (2)  |

## Fase preliminar
- Todos los partidos en la hora local de Kazán (UTC+3).

El primero de cada grupo avanza directamente a los cuartos de final, los siguientes dos disputan primero los octavos de final (el segundo contra el tercero de otro grupo) y el ganador juega contra uno de los primeros en los cuartos de final por un puesto en las semifinales.

### Grupo A
| Equipo        | J | G | E | P | GF | GC | DG  | PTS |
| ------------- | - | - | - | - | -- | -- | --- | --- |
| España        | 3 | 3 | 0 | 0 | 49 | 15 | +34 | 6   |
| Canadá        | 3 | 2 | 0 | 1 | 38 | 22 | +16 | 4   |
| Kazajistán    | 3 | 1 | 0 | 2 | 25 | 35 | -10 | 2   |
| Nueva Zelanda | 3 | 0 | 0 | 3 | 12 | 52 | -40 | 0   |

- Resultados

| Fecha | Hora  | Partido    | Partido | Partido       | Resultado |
| ----- | ----- | ---------- | ------- | ------------- | --------- |
| 26.07 | 09:30 | Canadá     | -       | Nueva Zelanda | 15-6      |
| 26.07 | 10:50 | Kazajistán | -       | España        | 7-14      |
| 28.07 | 20:10 | España     | -       | Nueva Zelanda | 23-2      |
| 28.07 | 21:30 | Canadá     | -       | Kazajistán    | 17-4      |
| 30.07 | 13:30 | Canadá     | -       | España        | 6-12      |
| 30.07 | 17:30 | Kazajistán | -       | Nueva Zelanda | 14-4      |

### Grupo B
| Equipo       | J | G | E | P | GF | GC | DG  | PTS |
| ------------ | - | - | - | - | -- | -- | --- | --- |
| Australia    | 3 | 3 | 0 | 0 | 35 | 14 | +21 | 6   |
| Países Bajos | 3 | 2 | 0 | 1 | 38 | 18 | +20 | 4   |
| Grecia       | 3 | 1 | 0 | 2 | 36 | 22 | +14 | 2   |
| Sudáfrica    | 3 | 0 | 0 | 3 | 6  | 61 | -55 | 0   |

- Resultados

| Fecha | Hora  | Partido      | Partido | Partido      | Resultado |
| ----- | ----- | ------------ | ------- | ------------ | --------- |
| 26.07 | 12:10 | Australia    | -       | Grecia       | 8-7       |
| 26.07 | 13:30 | Sudáfrica    | -       | Países Bajos | 1-22      |
| 28.07 | 09:30 | Países Bajos | -       | Grecia       | 10-9      |
| 28.07 | 10:50 | Australia    | -       | Sudáfrica    | 19-1      |
| 30.07 | 20:10 | Australia    | -       | Países Bajos | 8-6       |
| 30.07 | 21:30 | Sudáfrica    | -       | Grecia       | 4-20      |

### Grupo C
| Equipo         | J | G | E | P | GF | GC | DG  | PTS |
| -------------- | - | - | - | - | -- | -- | --- | --- |
| Italia         | 3 | 3 | 0 | 0 | 40 | 18 | +22 | 6   |
| Estados Unidos | 3 | 2 | 0 | 1 | 39 | 14 | +25 | 4   |
| Brasil         | 3 | 1 | 0 | 2 | 19 | 36 | -17 | 2   |
| Japón          | 3 | 0 | 0 | 3 | 13 | 43 | -30 | 0   |

- Resultados

| Fecha | Hora  | Partido | Partido | Partido        | Resultado |
| ----- | ----- | ------- | ------- | -------------- | --------- |
| 26.07 | 17:30 | Brasil  | -       | Estados Unidos | 2-13      |
| 26.07 | 20:10 | Japón   | -       | Italia         | 3-15      |
| 28.07 | 12:10 | Italia  | -       | Estados Unidos | 10-9      |
| 28.07 | 13:30 | Brasil  | -       | Japón          | 11-8      |
| 30.07 | 09:30 | Brasil  | -       | Italia         | 6-15      |
| 30.07 | 10:50 | Japón   | -       | Estados Unidos | 2-17      |

### Grupo D
| Equipo  | J | G | E | P | GF | GC | DG  | PTS |
| ------- | - | - | - | - | -- | -- | --- | --- |
| Rusia   | 3 | 2 | 1 | 0 | 38 | 25 | +13 | 5   |
| China   | 3 | 2 | 1 | 0 | 31 | 21 | +10 | 5   |
| Hungría | 3 | 1 | 0 | 2 | 37 | 25 | +12 | 2   |
| Francia | 3 | 0 | 0 | 3 | 12 | 47 | -35 | 0   |

- Resultados

| Fecha | Hora  | Partido | Partido | Partido | Resultado |
| ----- | ----- | ------- | ------- | ------- | --------- |
| 26.07 | 18:50 | Rusia   | -       | Francia | 16-5      |
| 26.07 | 21:30 | Hungría | -       | China   | 8-9       |
| 28.07 | 17:30 | Francia | -       | China   | 4-13      |
| 28.07 | 18:50 | Hungría | -       | Rusia   | 11-13     |
| 30.07 | 12:10 | Hungría | -       | Francia | 18-3      |
| 30.07 | 18:50 | Rusia   | -       | China   | 9-9       |

## Fase final
|  | Clasif. a cuartos | Clasif. a cuartos |                |              | Cuartos de final | Cuartos de final |           |              | Semifinales  | Semifinales |  |  | Final       | Final       |
|  | 1 de agosto       | 1 de agosto       |                |              | 3 de agosto      | 3 de agosto      |           |              | 5 de agosto  | 5 de agosto |  |  | 7 de agosto | 7 de agosto |
|  |                   |                   |                |              |                  |                  |           |              |              |             |  |  |             |             |
|  |                   |                   |                |              |                  |                  |           |              |              |             |  |  |             |             |
|  |                   |                   |                |              |                  |                  |           |              |              |             |  |  |             |             |
|  | España            | 5                 |                |              |                  |                  |           |              |              |             |  |  |             |             |
|  | España            | 5                 | Estados Unidos | 12           |                  |                  |           |              |              |             |  |  |             |             |
|  |                   | Estados Unidos    | Estados Unidos | 12           | 8                |                  |           |              |              |             |  |  |             |             |
|  | Hungría           | Estados Unidos    | 7              |              | 8                | Estados Unidos   | 8         |              |              |             |  |  |             |             |
|  | Hungría           |                   | 7              |              |                  | Estados Unidos   | 8         |              |              |             |  |  |             |             |
|  |                   |                   |                | Australia    | 6                |                  |           |              |              |             |  |  |             |             |
|  | Australia         | 12                |                | Australia    | 6                |                  |           |              |              |             |  |  |             |             |
|  | Australia         | 12                | Brasil         | 8            |                  |                  |           |              |              |             |  |  |             |             |
|  |                   | China             | Brasil         | 8            | 10               |                  |           |              |              |             |  |  |             |             |
|  | China             | China             | 10             |              | 10               | Estados Unidos   | 5         |              |              |             |  |  |             |             |
|  | China             |                   | 10             |              |                  | Estados Unidos   | 5         |              |              |             |  |  |             |             |
|  |                   |                   |                | Países Bajos | 4                |                  |           |              |              |             |  |  |             |             |
|  | Italia            | 9                 |                | Países Bajos | 4                |                  |           |              |              |             |  |  |             |             |
|  | Italia            | 9                 | Canadá         | 5            |                  |                  |           |              |              |             |  |  |             |             |
|  |                   | Grecia            | Canadá         | 5            | 6                |                  |           |              |              |             |  |  |             |             |
|  | Grecia            | Grecia            | 8              |              | 6                | Italia           | 9         | Tercer lugar | Tercer lugar |             |  |  |             |             |
|  | Grecia            |                   | 8              |              |                  | Italia           | 9         | Tercer lugar | Tercer lugar |             |  |  |             |             |
|  |                   |                   |                | Países Bajos | 10               |                  |           |              |              |             |  |  |             |             |
|  | Rusia             | 9                 |                | Países Bajos | 10               |                  |           |              |              |             |  |  |             |             |
|  | Rusia             | 9                 | Kazajistán     | 1            |                  |                  | Australia | 10           |              |             |  |  |             |             |
|  |                   | Países Bajos      | Kazajistán     | 1            | 10               |                  | Australia | 10           |              |             |  |  |             |             |
|  | Países Bajos      | Países Bajos      | 21             |              | 10               | Italia           | 12        |              |              |             |  |  |             |             |
|  | Países Bajos      |                   | 21             |              |                  | Italia           | 12        |              |              |             |  |  |             |             |

### Clasificación a cuartos
| Fecha | Hora  | Partido        | Partido | Partido      | Resultado |
| ----- | ----- | -------------- | ------- | ------------ | --------- |
| 01.08 | 13:30 | Canadá         | -       | Grecia       | 5-8       |
| 01.08 | 17:30 | Kazajistán     | -       | Países Bajos | 1-21      |
| 01.08 | 18:50 | Estados Unidos | -       | Hungría      | 12-7      |
| 01.08 | 20:10 | Brasil         | -       | China        | 8-10      |

### Cuartos de final
| Fecha | Hora  | Partido   | Partido | Partido        | Resultado          |
| ----- | ----- | --------- | ------- | -------------- | ------------------ |
| 03.08 | 17:30 | España    | -       | Estados Unidos | 5-8                |
| 03.08 | 18:50 | Rusia     | -       | Países Bajos   | 9-10               |
| 03.08 | 20:10 | Australia | -       | China          | 12-10 –pen.– (7-7) |
| 03.08 | 21:30 | Italia    | -       | Grecia         | 9-6                |

### Semifinales
| Fecha | Hora  | Partido        | Partido | Partido      | Resultado         |
| ----- | ----- | -------------- | ------- | ------------ | ----------------- |
| 05.08 | 20:15 | Estados Unidos | -       | Australia    | 8-6               |
| 05.08 | 21:45 | Italia         | -       | Países Bajos | 9-10 –pen.– (5-5) |

### Tercer lugar
| Fecha | Hora  | Partido   | Partido | Partido | Resultado          |
| ----- | ----- | --------- | ------- | ------- | ------------------ |
| 07.08 | 20:30 | Australia | -       | Italia  | 10-12 –pen.– (7-7) |

### Final
| Fecha | Hora  | Partido        | Partido | Partido      | Resultado |
| ----- | ----- | -------------- | ------- | ------------ | --------- |
| 07.08 | 22:00 | Estados Unidos | -       | Países Bajos | 5-4       |

### Partidos de clasificación
5.º a 8.º lugar
| Fecha | Hora  | Partido | Partido | Partido | Resultado            |
| ----- | ----- | ------- | ------- | ------- | -------------------- |
| 05.08 | 15:30 | España  | -       | China   | 9-10                 |
| 05.08 | 17:00 | Grecia  | -       | Rusia   | 16-15 –pen.– (12-12) |

Séptimo lugar
| Fecha | Hora  | Partido | Partido | Partido | Resultado |
| ----- | ----- | ------- | ------- | ------- | --------- |
| 07.08 | 14:00 | España  | -       | Rusia   | 15-10     |

Quinto lugar
| Fecha | Hora  | Partido | Partido | Partido | Resultado          |
| ----- | ----- | ------- | ------- | ------- | ------------------ |
| 07.08 | 15:30 | China   | -       | Grecia  | 13-12 –pen.– (9-9) |

## Medallero
| Estados Unidos | Países Bajos | Italia |
| Kameryn Craig Rachel Fattal Makenzie Fischer Kaleigh Gilchrist Alison Grossman Samantha Hill Ashleigh Johnson Courtney Mathewson Madeline Musselman Kiley Neushul Melissa Seidemann Margaret Steffens Alys Williams | Laura Aarts Amarens Genee Dagmar Genee Lieke Klaassen Maud Megens Leonie van der Molen Marloes Nijhuis Vivian Sevenich Catharina van der Sloot Miloushka Smit Nomi Stomphorst Isabella van Toorn Debby Willemsz | Rosaria Aiello Laura Barzon Roberta Bianconi Tania Di Mario Giulia Emmolo Teresa Frassinetti Arianna Garibotti Giulia Gorlero Francesca Pomeri Elisa Queirolo Federica Radicchi Chiara Tabani Laura Teani |
| Adam Krikorian (seleccionador) | Arno Havenga (seleccionador) | Fabio Conti (seleccionador) |

## Estadísticas

### Clasificación general
| 1. Estados Unidos |
| 2. Países Bajos   |
| 3. Italia         |
| 4. Australia      |
| 5. China          |
| 6. Grecia         |
| 7. España         |
| 8. Rusia          |
| 9. Hungría        |
| 10. Brasil        |
| 11. Canadá        |
| 12. Kazajistán    |
| 13. Nueva Zelanda |
| 14. Francia       |
| 15. Japón         |
| 16. Sudáfrica     |

### Máximas goleadoras
| Núm. | Jugador            | País           | Goles |
| ---- | ------------------ | -------------- | ----- |
| 1    | Rita Keszthelyi    | Hungría        | 21    |
| 2    | Zhao Zihan         | China          | 19    |
| 3    | Rachel Fattal      | Estados Unidos | 18    |
| 3    | Niu Guannan        | China          | 18    |
| 5    | Izabella Chiappini | Brasil         | 17    |

Fuente: 

### Equipo más anotador
| Núm. | Equipo         | Goles |
| ---- | -------------- | ----- |
| 1    | España         | 78    |
| 1    | Países Bajos   | 78    |
| 3    | Hungría        | 76    |
| 4    | Estados Unidos | 72    |
| 5    | Grecia         | 71    |

Fuente: 